# Campagne-lès-Hesdin
Campagne-lès-Hesdin è un comune francese di 1 820 abitanti situato nel dipartimento del Passo di Calais nella regione dell'Alta Francia.

## Società

### Evoluzione demografica
Abitanti censiti